# Institut Fraunhofer de physique des bâtiments
Le Fraunhofer-Institut für Bauphysik, l'Institut Fraunhofer de physique des bâtiments en allemand, aussi appelé l'IBP Fraunhofer est un centre de recherche fondé en 1929 à Stuttgart par la société Fraunhofer. Le champ des recherches de cet institut concerne la science des matériaux et la physique des bâtiments. Il existe deux antennes du centre de recherche, situées à Cassel et à Nuremberg, et un atelier d'essai à Holzkirchen.

## Recherche et développement
Les tâches de l'IBP Fraunhofer se concentrent sur la recherche, le développement, les tests, la démonstration et le conseil dans le domaine de la physique du bâtiment. Ceux-ci incluent par exemple le contrôle du bruit et de l'isolation acoustique des bâtiments, l'optimisation de l'acoustique dans les pièces, des mesures visant à accroître l'efficacité énergétique et l'optimisation de la technologie d'éclairage, les questions de climat intérieur, l'hygiène, les effets sur la santé des émissions des matériaux de construction et des effets de la chaleur, l'humidité et la protection contre les intempéries, la préservation des bâtiments et monuments.
L'institut effectue régulièrement des analyses incluant un bilan complet des produits, processus et des services d'un point de vue écologique, social et technique afin d'évaluer la durabilité, l'optimisation durable et la promotion des processus d'innovation. Les domaines de recherche de la chimie de la construction, de la biologie et de l'hygiène du bâtiment ainsi que du domaine de la technologie du béton complètent le spectre de la physique du bâtiment de l'institut. Le site de Cassel renforce les activités traditionnelles dans le domaine de l’utilisation rationnelle de l’énergie et regroupe le développement de composants technologiques.
Le site de Nuremberg est particulièrement centré sur l'efficacité énergétique des bâtiments. Un groupe de travail y étudie des solutions holistiques pour les bâtiments offrant un maximum de confort et de soutien sanitaire, adaptées à l'âge et à des coûts modérés avec une faible consommation d'énergie.

## Enseignement
La devise « Construire sur la connaissance » constitue la base du travail de recherche et développement et comprend l'enseignement universitaire. Dans l'institut, cet enseignement est couvert par les chaires de physique du bâtiment à l'université de Stuttgart et depuis 2004 par l'université technique de Munich. Les écoles doctorales « Climat - Culture - Construire » et « Personnes dans les espaces » intègrent la recherche fondamentale sur la construction respectueuse du climat et l'interaction entre les espaces et les personnes.

## Infrastructure
En 2012, 452 personnes travaillent dans l'institut, dont 205 en personnel permanent. L'institut est financé en majorité par des fonds des états fédéraux allemand, ainsi que par l'union européenne. Dans le même temps, l'institut développe des interactions avec l'industrie régionale dans le but de partager les savoirs respectifs. Le budget de fonctionnement de l'institut est constitué à 43% de recherche sous contrat. En 2012, le budget de fonctionnement atteint 25.5 millions d'euros.
L'institut a obtenu l'accréditation de la part de la Deutschen Akkreditierungsstelle GmbH (DAkkS) (organisme d'accréditation allemand) pour les champs d'expertises suivants :
- Cheminées, systèmes d'échappement
- Acoustique du bâtiment, protection contre les immissions sonores
- Caractéristiques thermiques
- Humidité, mortier, rayonnement, protection contre les émissions

En accordant ce niveau d'accréditation, le laboratoire d'essais est habilité à développer de nouvelles procédures de test ou à modifier les procédures existantes, notamment DIN EN/ISO/IEC 17025.

## Coopérations
L'IBP Frauhnofer est gestionnaire de l'« alliance Fraunhofer pour la construction » (Fraunhofer-Allianz Bau), située à Holzkirchen. Cette alliance axe ses recherches sur la conservation des ressources et l'aspect sanitaire des constructions.
L'IBP Frauhnofer est membre de la « Fraunhofer-Verbund Werkstoffe, Bauteile » (VWB). Ce réseau regroupe 12 instituts évoluant dans le domaine de la science des composites et matériaux. Il a également noué des partenariats avec d'autres réseaux du domaine des transports (« Fraunhofer-Allianz Verkehr ») ; de l'énergie (« Fraunhofer-Allianz Energie ») ; de l'énergie renouvelable (« ForschungsVerbunds Erneuerbare Energien » (FVEE)) notamment solaire, éolien, géothermique et hydrogène ; et de la préservation du patrimoine (« Forschungsallianz zum Erhalt des Kulturerbes » (FALKE)) d'un point de vue conservation des bâtiments et musées.
L'IBP Fraunhofer est l'un des partenaires fondateurs de l'Energie Campus Nürnberg.
Le centre d'essai d'Holzkirchen ouvre régulièrement ses portes à l'industrie automobile et aérospatiale qui profitent d'un grand terrain d'essai externe, ainsi que du laboratoire et des chambres de test.
Dans le cadre d'un projet complémentaire avec l'université des sciences appliquées de Rosenheim, et l'institut de technologie des fenêtres, l'IBP Fraunhofer développe et conçoit des concepts de construction innovant pour des bâtiments neufs et de la réhabilitation.